# Великая Озимина
Великая Озимина (укр. Велика Озимина) — село в Новокалиновской городской общине Самборского района Львовской области Украины.
Население по переписи 2001 года составляло 269 человек. Занимает площадь 3,525 км². Почтовый индекс — 81477. Телефонный код — 3236.